# Палаццо Дандоло-Паолуччи
Палаццо Дандоло-Паолуччи (итал. Palazzo Dandolo Paolucci) — палаццо в Венеции, расположенный в районе Сан-Поло, с видом на Гранд-канал, между Палаццо Дольфин-Манин и Палаццо Чивран Гримани. Построен в XVII веке на месте более раннего здания в готическом стиле (XIV века). В последующие эпохи дворец был значительно перестроен.

## См.также
- Список дворцов Венеции